# The Savage Rose (album)
Albums de The Savage Rose
In the Plain
(1968)
The Savage Rose est le premier album du groupe danois de rock psychédélique The Savage Rose. Il est sorti en 1968 sur le label Polydor.

## Histoire
The Savage Rose est l'une des douze œuvres de musique populaire retenues pour figurer dans le canon de la culture danoise élaboré en 2006 sous l'égide du ministère de la Culture danois.

## Fiche technique

### Chansons
Toutes les paroles sont écrites par Anders Koppel, toute la musique est composée par Thomas Koppel (en).
| 1. | Your Sign - My Sign           | 3:10 |
| 2. | Open Air Shop                 | 5:40 |
| 3. | You Be Free                   | 1:25 |
| 4. | Oh, Baby Where Have You Gone? | 2:10 |
| 5. | A Girl I Knew                 | 4:40 |

| 6.  | Everybody Must Know           | 2:56 |
| 7.  | Savage Rose                   | 2:40 |
| 8.  | Her Story                     | 4:37 |
| 9.  | White Swans' Marriage Clothes | 2:25 |
| 10. | Sleep                         | 1:57 |
| 11. | You'll Be Alright             | 3:18 |

### Musiciens
- Anisette (en) : chant
- Thomas Koppel (en) : piano
- Anders Koppel : orgue
- Jens Rugsted (da) : basse
- Alex Riel : batterie
- Flemming Ostermann (da) : guitare
- Ilse Maria Koppel : clavecin